# Kathleen Battle
Kathleen Battle (Portsmouth, 13 agosto 1948) è un soprano statunitense.

## Biografia
Minore di sette figli, si iscrisse e si diplomò al Conservatorio dell'Università di Cincinnati, ma preferì studiare didattica piuttosto che interpretazione. Inizia la sua carriera di insegnante a Cincinnati nel 1971. 
Mentre svolgeva la sua professione di insegnante, iniziò a studiare canto e dopo un'audizione con Thomas Schippers (direttore all'epoca dell'Orchestra sinfonica di Cincinnati), venne scritturata, malgrado la sua mancanza di esperienza, per cantare il Requiem Tedesco al Festival dei Due Mondi del 1972, a Spoleto.
Nel novembre 1977 interpreta il ruolo di Oscar in "Un Ballo in Maschera" al San Francisco Opera.
Nel dicembre dello stesso anno debutta al Metropolitan Opera House di New York nel ruolo del pastore in "Tannhäuser". 
Al Metropolitan la Battle prese parte a duecentoventisei rappresentazioni fino al 1993 interpretando Sophie in Werther, Blonde ne Il ratto dal serraglio, la Sinfonia n. 2 (Mahler), Elvira ne L'Italiana in Algeri, Zerlina in Don Giovanni, Pamina in Il flauto magico, Despina in Così Fan Tutte, Rosina ne Il Barbiere di Siviglia, Zdenka in Arabella, Sophie in Il cavaliere della rosa, Susanna ne Le Nozze di Figaro, Zerbinetta in Ariadne auf Naxos (vincitrice di un Grammy nella versione discografica e trasmessa da RaiTre in collegamento mondiale nel 1988 con Jessie Norman e Tatiana Troyanos), Adina ne L'Elisir d'Amore e Cleopatra in Giulio Cesare.
Nel 1979 è Fillide-Celia nella prima rappresentazione nell'Opera Theatre di Glyndebourne di "La fedeltà premiata" di Franz Joseph Haydn.
La sua carriera di cantante d'opera ebbe un grande sviluppo negli anni ' 80, quando la sua voce di soprano di coloratura incontrò il favore di grandi direttori d'orchestra come Herbert von Karajan, in Europa, e James Levine, direttore al Metropolitan Opera di New York. 
Nel 1984 a Salisburgo è Despina nella ripresa di "Così fan tutte" di Wolfgang Amadeus Mozart, con Muti, tiene un recital accompagnata da James Levine nel Kleines Festspielhaus e canta, nell'Erzabteikirche St.Peter, nella Grande Messa n.18 K.427 in do minore di W.A. Mozart. 
Nella stagione 1984/1985 è Adina ne L'Elisir d'Amore alla Wiener Staatsoper.
Nel 1985, con Karajan, canta la "Krönungsmesse" (Messa dell'incoronazione) di Mozart in Vaticano davanti a quindicimila persone (con collegamento video in mondovisione) e successivamente è ancora Despina a Salisburgo.
Il 1º gennaio 1987, Karajan invitò la Battle a cantare un valzer (Voci di primavera op.410 di Johann Strauss II) al trentatreesimo Concerto di Capodanno di Vienna. Fu l'unica volta che Karajan diresse quell'avvenimernto annuale e la prima volta che una cantante venisse ingaggiata per quel tipo di prestazione. La sua esibizione di soli 9 minuti, mise in mostra il valore delle sue capacità vocali ed espressive. 
Nello stesso anno canta in Die Schöpfung (La creazione) di Haydn al Teatro Comunale di Firenze con Zubin Mehta ed è Zerlina in Don Giovanni a Salisburgo con Samuel Ramey diretta da Karajan.
Nel 1989 canta in concerto al Kleines Festspielhaus di Salisburgo.
Nel 1990 è Norina in Don Pasquale al Covent Garden Royal Opera House di Londra.
Nel 1992 la Battle tenne un concerto al Teatro alla Scala di Milano concedendo nove bis. Dell'evento Cella Franca sul Corriere della Sera intitolò così il suo articolo "Kathleen mille incanti - trionfale recital con l'altra sera alla Scala del soprano Kathleen Battle...".
Nel 1993 debutta il ruolo di Marie "La Fille du Régiment" in francese al San Francisco Opera e canta in un concerto a Santa Cecilia a Roma concedendo sei bis. Nello stesso anno canta il brano "This time" con Janet Jackson nel suo disco (intitolato "Janet").
Nel 1993 vince un premio Grammy per la migliore incisione operistica del "Semele" di Haendel.
Fra i suoi ruoli preferiti si ricordano Pamina ne Il flauto magico e Zerlina nel Don Giovanni di Mozart, oltre che Adina ne L'elisir d'amore di Donizetti.
Il repertorio della Battle comprende anche musica sacra, jazz, e gospel. Ella ha vinto cinque Grammy Award per la musica. Ha anche interpretato la canzone, "Lovers," nel film d'azione cinese La foresta dei pugnali volanti. Battle ha avuto sei lauree honoris causa da altrettante università statunitensi.
La Battle è anche nota per esser una diva capricciosa: dopo il licenziamento della Metropolitan Opera per "comportamento anti professionale" del 1994, la sua carriera ha conosciuto un lungo declino nonostante l'affetto del pubblico.
Nel 2001 canta in un concerto al teatro del Parco di Villa Castelnuovo di Palermo con l'Orchestra del Teatro Massimo e ad Atene con Jessye Norman «Mythodea» di Vangelis.

## Repertorio
| Ruolo               | Titolo                        | Autore    |
| ------------------- | ----------------------------- | --------- |
| Ascane              | Les Troyens                   | Berlioz   |
| Adina               | L'elisir d'amore              | Donizetti |
| Marie               | La fille du régiment          | Donizetti |
| Norina              | Don Pasquale                  | Donizetti |
| Cleopatra           | Giulio Cesare in Egitto       | Händel    |
| Semele              | Semele                        | Händel    |
| Nerina              | La fedeltà premiata           | Haydn     |
| Treemonisha         | Treemonisha                   | Joplin    |
| Sophie              | Werther                       | Massenet  |
| L'angelo            | Saint François d'Assise       | Messiaen  |
| Blonde              | Die Entführung aus dem Serail | Mozart    |
| Susanna             | Le nozze di Figaro            | Mozart    |
| Zerlina             | Don Giovanni                  | Mozart    |
| Despina             | Così fan tutte                | Mozart    |
| Pamina              | Die Zauberflöte               | Mozart    |
| Sofia               | Il signor Bruschino           | Rossini   |
| Elvira              | L'italiana in Algeri          | Rossini   |
| Rosina              | Il barbiere di Siviglia       | Rossini   |
| Sophie              | Der Rosenkavalier             | Strauss   |
| Zerbinetta          | Ariadne auf Naxos             | Strauss   |
| Zdenka              | Arabella                      | Strauss   |
| Oscar               | Un ballo in maschera          | Verdi     |
| Voce dal cielo      | Don Carlo                     | Verdi     |
| Nannetta            | Falstaff                      | Verdi     |
| Un pastore          | Tannhäuser                    | Wagner    |
| Uccellino del bosco | Sigfrido                      | Wagner    |

## Discografia parziale

### Opere
| Anno | Opera e ruolo                        | Cast                                             | Direttore       | Etichetta           |
| ---- | ------------------------------------ | ------------------------------------------------ | --------------- | ------------------- |
| 1980 | L'italiana in Algeri Elvira          | Marilyn Horne, Ernesto Palacio, Samuel Ramey     | Claudio Scimone | Erato               |
| 1982 | Un ballo in maschera Oscar           | Luciano Pavarotti, Margaret Price, Renato Bruson | Georg Solti     | Decca               |
| 1985 | Don Giovanni Zerlina                 | Samuel Ramey, Anna Tomowa-Sintow, Agnes Baltsa   | Herbert Karajan | Deutsche Grammophon |
|      | Die Entführung aus dem Serail Blonde | Edita Gruberová, Gösta Winbergh, Martti Talvela  | Georg Solti     | Decca               |
| 1986 | Le nozze di Figaro Susanna           | Thomas Allen, Margaret Price, Jorma Hynninen     | Riccardo Muti   | EMI                 |
|      | Ariadne auf Naxos Zerbinetta         | Anna Tomowa-Sintow, Hermann Prey, Gary Lakes     | James Levine    | Deutsche Grammophon |
| 1988 | Siegfried Uccello del bosco          | Reiner Goldberg, James Morris, Kurt Moll         | James Levine    | Deutsche Grammophon |
| 1989 | L'elisir d'amore Adina               | Luciano Pavarotti, Leo Nucci, Enzo Dara          | James Levine    | Deutsche Grammophon |
| 1990 | Semele                               | Marilyn Horne, Samuel Ramey, John Aler           | John Nelson     | Deutsche Grammophon |
| 1991 | Il signor Bruschino Sofia            | Claudio Desderi, Samuel Ramey, Frank Lopardo     | Ion Marin       | Deutsche Grammophon |
| 1992 | Il barbiere di Siviglia Rosina       | Plácido Domingo, Frank Lopardo, Lucio Gallo      | Claudio Abbado  | Deutsche Grammophon |
|      | Don Carlo Una voce dal cielo         | Michael Sylvester, Aprile Millo, Dolora Zajick   | James Levine    | Sony                |

### Recital
- Bach, Arias for Soprano and Violin - Itzhak Perlman/John Nelson/Kathleen Battle/Orchestra Of St Luke's, 1991 Deutsche Grammophon
- Fauré, Requiem/Pavane/Elégie/Après un rêve - Giulini/Schmidt/Ozawa, Deutsche Grammophon;
- Handel, Arias - Kathleen Battle, 2003 EMI
- Handel: Messiah - Sir Andrew Davis/Toronto Mendelssohn Choir/Toronto Symphony Orchestra/Kathleen Battle/John Aler/Samuel Ramey, 1987 Angel/EMI
- Haydn, Creazione - Levine/Moll/Winbergh, Deutsche Grammophon;
- Mahler, Symphony No. 4 - Kathleen Battle/Lorin Maazel/Wiener Philharmoniker, 1984 SONY BMG
- Mendelssohn, Sogno di una notte - Ozawa/Von Stade, Deutsche Grammophon;
- Mozart, Opera Arias - James Levine/Kathleen Battle/Metropolitan Opera Orchestra, 1997 Deutsche Grammophon
- Mozart, Requiem - Daniel Barenboim/Kathleen Battle/Choeur de l'Orchestre de Paris/Ann Murray/Orchestre de Paris/David Rendall/Matti Salminen, 1985 EMI
- Poulenc, Gloria - Organ Concerto - Concert Champêtere - Boston Symphony Orchestra/Everett Firth/Kathleen Battle/Seiji Ozawa/Simon Preston/Tanglewood Festival Chorus/Trevor Pinnock, 1995 Deutsche Grammophon
- Strauss R., Ariadne Auf Naxos - Levine/Tomowa-Sintow/Battle, Deutsche Grammophon - Grammy Award for Best Opera Recording 1988
- Battle, Arie d'opera francesi - Battle/Chung/Opèra Bastille, 1995 Deutsche Grammophon
- Battle, Previn: Honey & Rue - Barber: Knoxville - Gershwin: Porgy and Bess - Kathleen Battle/Orchestra Of St Luke's/André Previn, 1995 Deutsche Grammophon
- Battle: Purcell, Mozart, Fauré & Others: Songs, Arias & Spirituals - Kathleen Battle & James Levine, 1994 Deutsche Grammophon
- Battle Norman, Spirituals in concert - Levine, Deutsche Grammophon;
- Kathleen Battle at Carnegie Hall - Handel, Mozart, Liszt, Strauss, Rachmaninov e Gershwin, Margo Garrett (Piano), 1992 Deutsche Grammophon - Grammy Award for Best Classical Vocal Solo 1993
- Kathleen Battle, James Levine - Salzburg Recital, Deutsche Grammophon - Grammy Award for Best Classical Vocal Solo 1988
- Kathleen Battle Sings Mozart - André Previn, Kathleen Battle & Royal Philharmonic Orchestra, 1986 EMI Records - Grammy Award for Best Classical Vocal Solo 1987
- Kathleen Battle, Grace - 1997 Sony BMG Music Entertainment - quinta posizione in classifica in Nuova Zelanda
- Vangelis, Mythodea - Music for the NASA Mission: 2001 Mars Odyssey - Jessye Norman/Kathleen Battle/Vangelis, 2001 SONY BMG
- Baroque Duet - Kathleen Battle/Wynton Marsalis/Orchestra of St. Luke's/John Nelson, 1992 SONY BMG
- Pleasures of Their Company - Christopher Parkening & Kathleen Battle, 1986 Angel/EMI
- A Christmas Celebration - Kathleen Battle & Leonard Slatkin, 1986 Angel/EMI
- Angels' Glory - Christopher Parkening & Kathleen Battle, 1996 SONY BMG
- Battle & Rampal, Live In Concert - Jean-Pierre Rampal & Kathleen Battle, 1993 SONY BMG
- Live in Tokyo 1988 - Kathleen Battle/Plácido Domingo/Metropolitan Opera Orchestra/James Levine, Deutsche Grammophon
- So Many Stars, Kathleen Battle - 1995 SONY BMG

## DVD & BLU-RAY
- Donizetti, Elisir d'amore - Levine/Pavarotti/Pons, Deutsche Grammophon;
- Mozart, Flauto magico - Levine/MET/Araiza, Deutsche Grammophon;
- Orff Beethoven, Carmina burana/Sinf. n.9 - Ozawa/Allen/Saito, Philips;
- Rossini, Barbiere di Siviglia - Weikert/Nucci/Dara, Deutsche Grammophon;
- Strauss, R., Arianna a Nasso - Levine/Norman/Troyanos, Deutsche Grammophon.